# Dettingen-Wallhausen

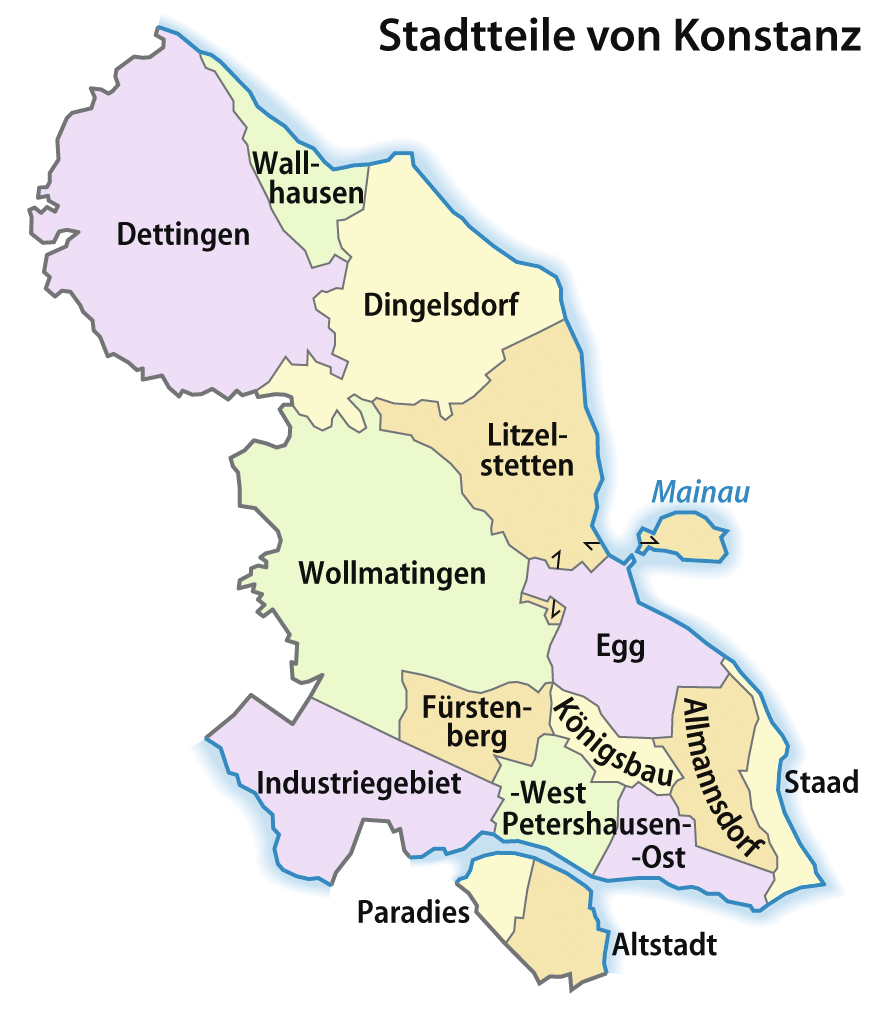
Die Ortschaft besteht aus den beiden nördlichsten Stadtteilen, Dettingen und Wallhausen

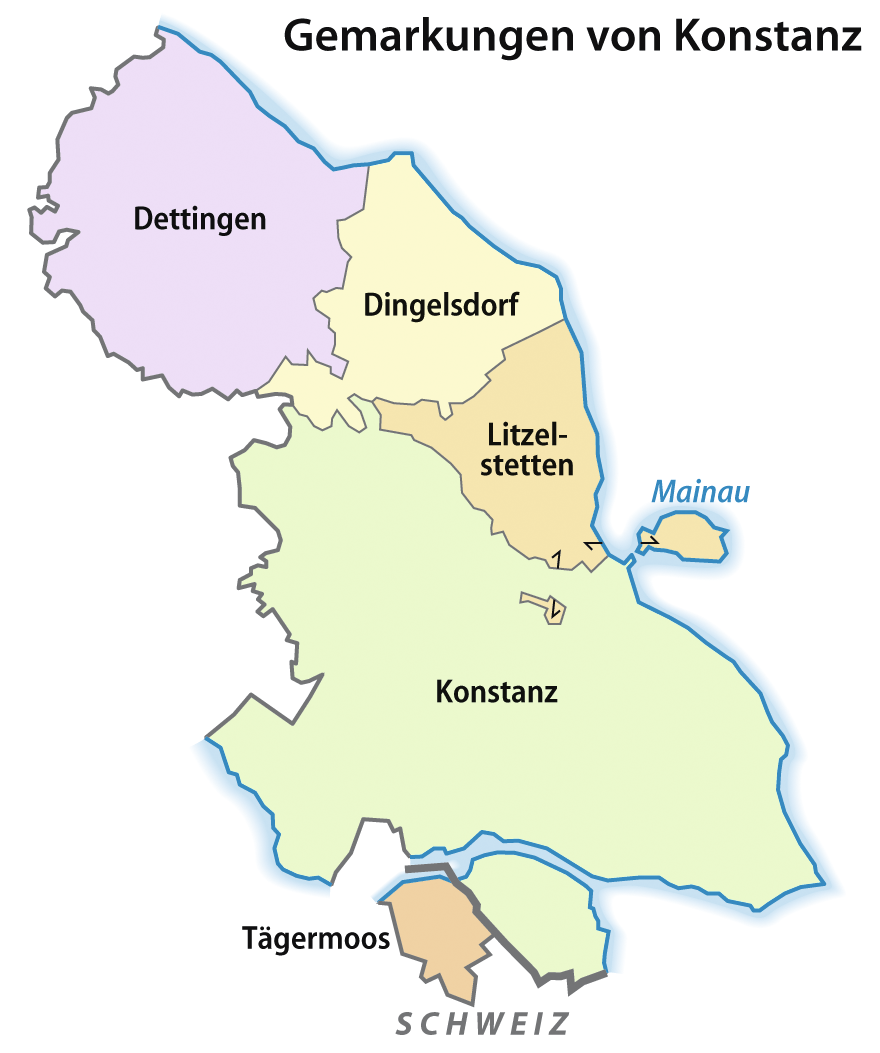
Dettingen als eine der Gemarkungen von Konstanz

Dettingen-Wallhausen ist eine Ortschaft der Großen Kreisstadt Konstanz. Wallhausen liegt direkt am Überlinger See, Dettingen zwei Kilometer entfernt auf den Hügeln des Bodanrücks. Am 22. April 1975 wurde die Gemeinde Dettingen, zu der auch der Ortsteil Wallhausen gehörte, trotz einer Klage vor dem baden-württembergischen Staatsgerichtshof im Rahmen der Gebietsreform eingemeindet. Die Ortsverwaltung hat ihren Sitz im ehemaligen Rathaus im Ortsteil Dettingen. Ortsvorsteherin ist Dr. Sarah Seidel (CDU).

## Gebiet
Dettingen-Wallhausen ist eine Ortschaft im Sinne der baden-württembergischen Gemeindeordnung mit einem Ortschaftsrat und einer Ortsverwaltung. Das Gebiet entspricht der früheren Gemeinde Dettingen, die am 22. April 1975 nach Konstanz eingemeindet wurde, und der Gemarkung Dettingen. Auf das Gebiet entfallen zwei der 15 Stadtteile von Konstanz, nämlich Dettingen und Wallhausen. Das Gebiet hat eine Fläche von 12,5 km² und 4550 Einwohner.
Fläche und Bevölkerung der Stadtteile sowie der gesamten Ortschaft 2023:
| Nr. | Stadtteil            | Fläche km² | Bevölkerung 2023 | ehemalige separate Ortsteile (Gehöfte)                           |
| --- | -------------------- | ---------- | ---------------- | ---------------------------------------------------------------- |
| 14  | Dettingen            | 10,756934  | 3420             | Dobelmühle (Mühlhalder Mühle), Mühlhalden, Rohnhausen, Weiherhof |
| 15  | Wallhausen           | 1,749133   | 1130             | Burghof, Ziegelhof                                               |
|     | Dettingen-Wallhausen | 12,506067  | 4550             |                                                                  |

## Geschichte

### Dettingen

Ehemaliges Gemeindewappen und heutiges Ortschaftswappen

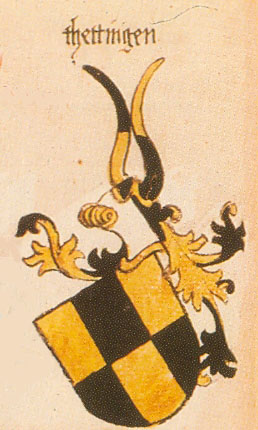
Wappen der Familie von Tettingen

Dettingen liegt etwa fünf Kilometer nordwestlich von (Konstanz-)Wollmatingen, auf einem Höhenrücken des Bodanrücks zwischen Unter- und Obersee.
Der Dorfname Tettingen erscheint erstmals in einer Urkunde des Jahres 730 im Zusammenhang mit der Christianisierung des alemannischen Raumes. Das Dorf Dettingen wurde 839 vom König des Fränkischen Reiches und Kaiser Ludwig dem Frommen dem Kloster Reichenau geschenkt. Zuvor hatte der Ort offenbar zur karolingischen Königspfalz Bodman, auch bodema oder bodama genannt, gehört. Ebenfalls von Dettingen leitet sich der Name der in der Schweiz gegenüber Waldshut-Tiengen gelegene Ort Döttingen her. Ab 1239 werden dort Mitglieder derer von Thettingen in Urkunden genannt.
Der Rohnhauser Hof zwischen Dettingen und Langenrain ist mit 570,3 m ü. NHN der höchste Punkt der Stadt Konstanz. Auf dem Ameisenberg (Teil des Gemeindewaldes, in Richtung Allensbach) befindet sich ein Feld aus Grabhügeln aus der Hallstattzeit, was auf keltische Bewohner schließen lässt.

### Wallhausen
Im Gebiet des heutigen Wallhausen ist bereits eine steinzeitliche Besiedelung durch Pfahlbausiedlungen am Ufer des Sees nachgewiesen.
Seine erste urkundliche Erwähnung erfuhr der Ort Wallhausen als Villa Walarhusin im Jahre 1187. Kaiser Barbarossa unterzeichnete dort eine Bestätigungsurkunde. Daran erinnert heute ein Denkmal in der Wallhausener Ortsmitte an der Bushaltestelle Linzgaublick. Auf Wallhausener Gemarkung existierten zwei Burgen: Alt-Dettingen und Neu-Dettingen, der heutige, oberhalb des Seeufers gen Bodman gelegene und seit 2006 als Schenke, Biergarten und beliebtes Wandererdomizil wiederbelebte Burghof. Beide Burgen gingen bereits im 14. Jahrhundert ab.
Burkhardt von Tettingen übertrug sein Erbe an seine Frau und seine Töchter, die 16 Jahre später die Burg Wallhausen an die Kommende Mainau verkauften und damit in den Besitz des Deutschen Ordens überging. Wie viele Orte am Bodensee wurde auch Wallhausen im Jahr 1632 während des Dreißigjährigen Krieges geplündert und die Bewohnerzahl dezimiert. An ihrem jetzigen Ort wurde die Burg 1661 wiederaufgebaut. 1805 wurde der gesamte Besitz Mainaus, einschließlich Wallhausens, im Rahmen des Friedens von Pressburg an das Großherzogtum Baden übereignet.

## Wirtschaft
Wallhausens Hafen war bis in die 1950er Jahre Umschlagort für Holz und Granit, speziell der Andeerer grüne Orthogneis aus dem Hinterland. Die Bevölkerung lebte lange Zeit auch von der Bodenseefischerei und der Landwirtschaft. Mit verstärktem Aufkommen der Tourismusindustrie wurde der Güterhafen zum Sportboothafen umgebaut, an dem sich auch eine Tankstelle und eine Werft befinden.

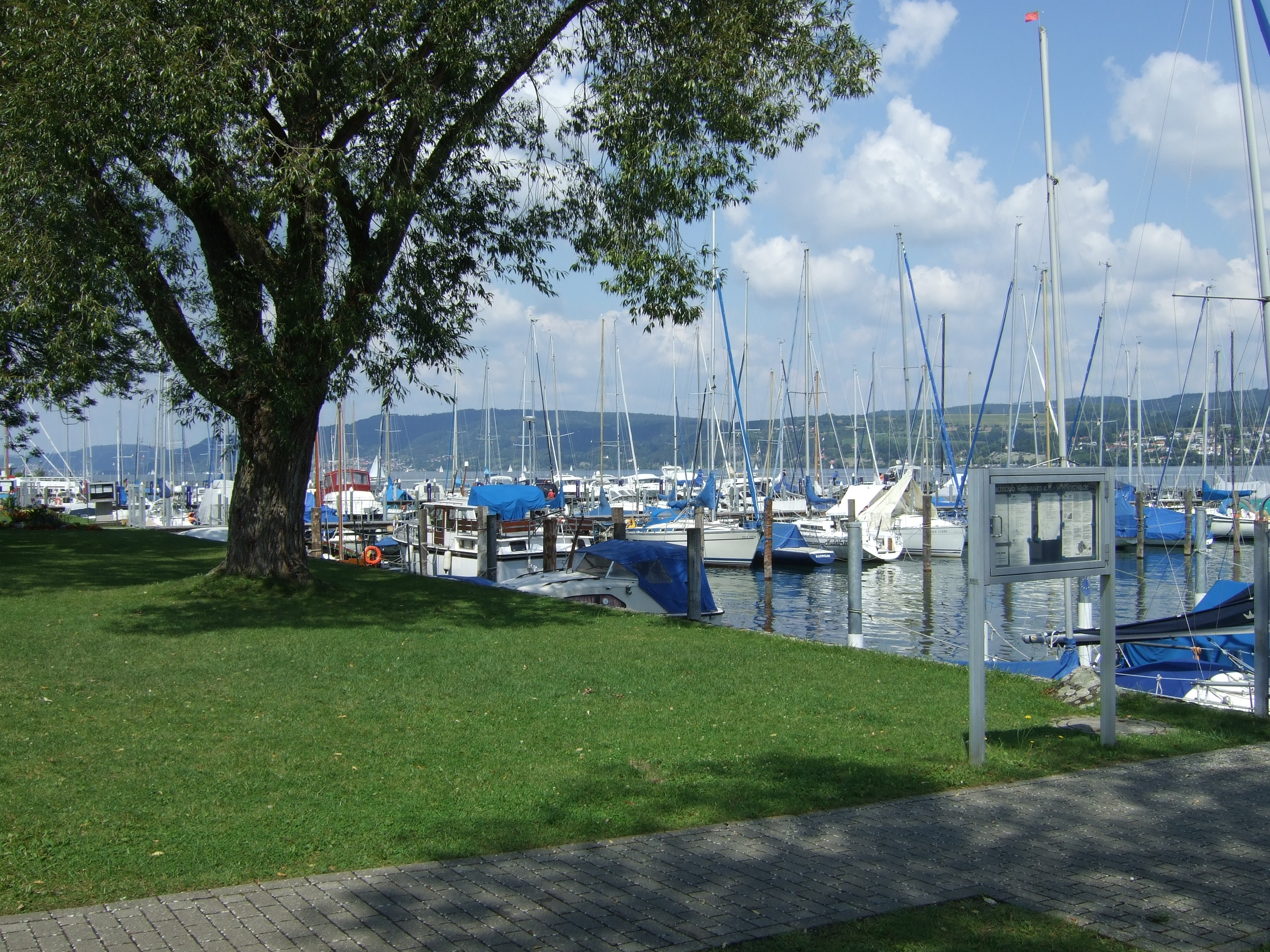
Der Yachthafen in Wallhausen

Der Hafen dient außerdem als Anlaufstelle der Überlinger Fähre. Dettingen-Wallhausen erhielt 1988 das Prädikat Erholungsort und Teile der Bevölkerung leben vom Fremdenverkehr.
Der Ortsteil Dettingen verfügt über eine an der Einwohnerzahl gemessen überdurchschnittliche Infrastruktur mit traditionsreichen Kaufmanns- und Handwerksbetrieben. Darüber hinaus existiert in Dettingen ein kleines Industriegebiet. Der Großteil der Bewohner arbeitet jedoch in der Kernstadt Konstanz. In Wallhausen, das nach der Schließung des letzten Nahversorgers 2007 über keinen Einzelhandel mehr verfügte, hat sich im Mai 2008 ein Arbeitskreis zur Einrichtung eines genossenschaftlich organisierten Dorfladens gegründet.
Die Postleitzahl Dettingen-Wallhausens lautet 78465, die Telefonvorwahl 07533 (Ortsnetz Allensbach). Seit 2006 sind DSL-Anschlüsse verfügbar.

## Sehenswürdigkeiten

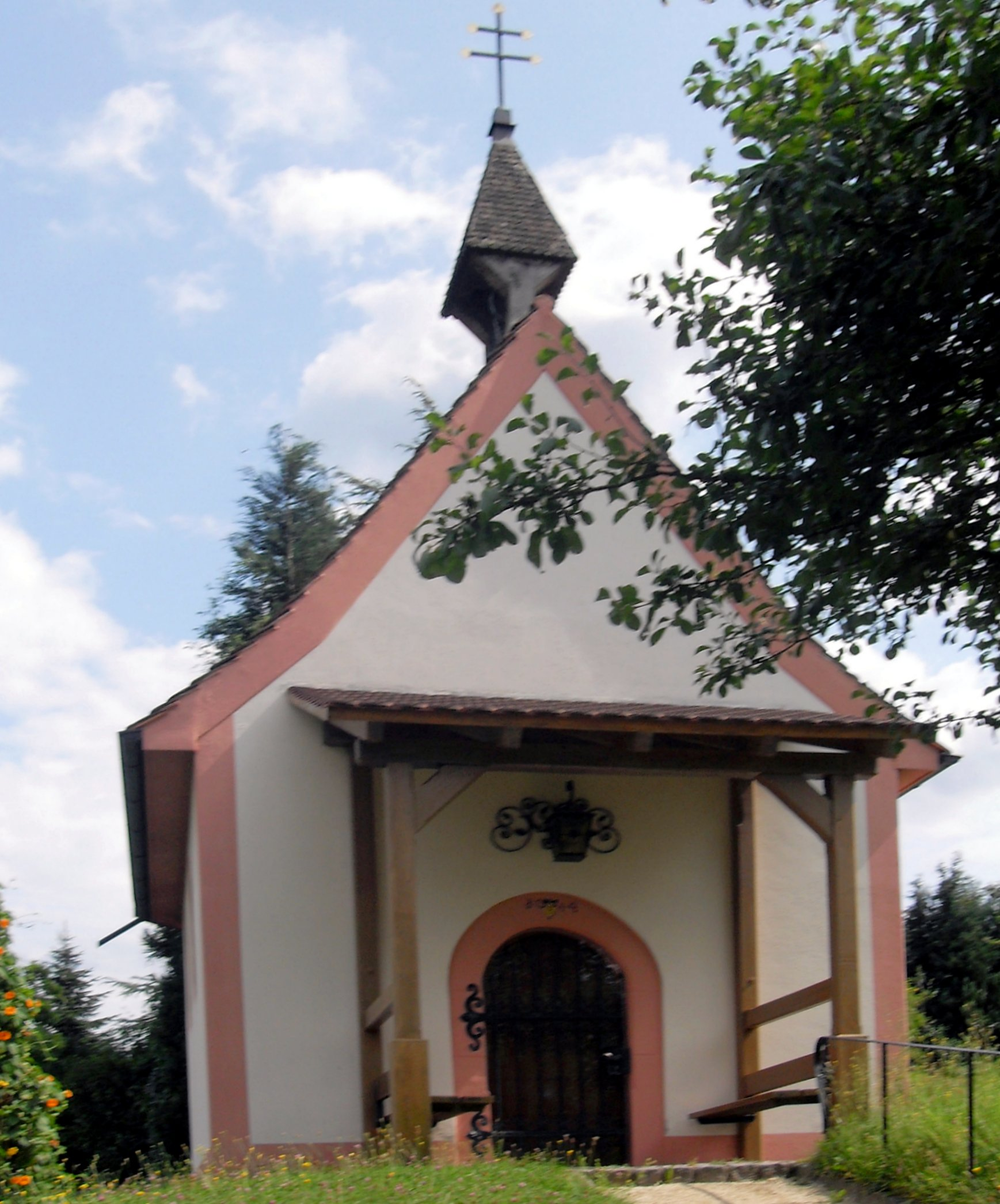
St. Leonhard-Kapelle Wallhausen

- Pfarrkirche St. Verena, 1779 erbaut durch Franz Anton Bagnato.[7]
- St. Leonhardskapelle in Wallhausen, erbaut 1714, mit Wappen des ehemaligen Mainauer Besitzers Franz von Schönau.
- Marienschlucht[8] zwischen Bodman und Wallhausen.
- Teufelstisch, eine 50 m lange, senkrechte Felsnadel im Bodensee östlich des Hafens Wallhausen.

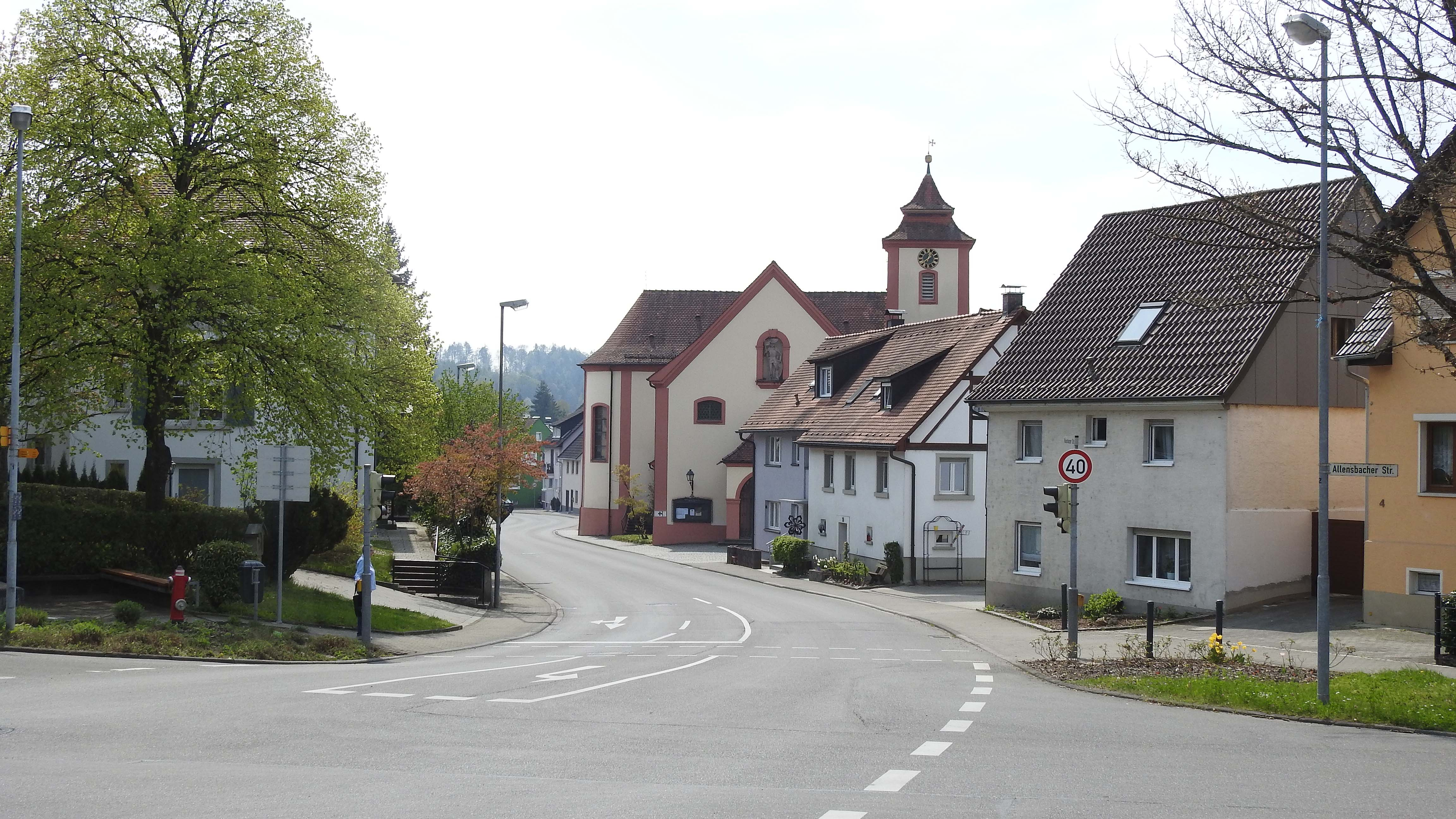
Dettingen - Ortsmitte von Norden

## Persönlichkeiten
- Werner von Tettingen (* um 1350; † 1413 in Thorn), Ritter und Großgebietiger des Deutschen Ordens
- Kapitän Franz Romer (* 1899; † 1928 vermisst), erste Überquerung des Atlantiks im Faltboot
- Rolf Hellmut Foerster (* 1927 in Karlsruhe; † 1990), Historiker und Schriftsteller, lebte in Wallhausen